# Capella del Sant Crist (els Pallaresos)
La Capella del Sant Crist és una obra del municipi dels Pallaresos (Tarragonès) protegida com a bé cultural d'interès local.

## Descripció
La cripta neogòtica del Cementeri de Els Pallaresos està situada davant la porta principal del cementiri, és a dir, que la seva situació és la millor del recinte.
És una petita capella d'etil gòtic flamíger, on podem observar tota la pompa d'aquest estil.
La seva forma és rectangular i els costats de la capella estan ornamentats amb pinacles estilitzats de gran decorativisme.
La façana principal té un acabament irregular i acabat amb forma de triangle. Podem dir que la capella del Sant Crist respon totalment a l'esquema dels panteons funeraris de l'estil historicista.

## Història
Segons nota simple nº 88 del 2 de febrer de 1905. La cripta del cementeri fou construïda per la família Bofarull i Pallarès, concretament per Dolors Bofarull i Pallarés, propietària junt amb la seva germana de la coneguda casa Bofarull.
Aquesta cripta va ser construïda l'any 1905.
El cementiri on es troba la cripta és també un conjunt interessant que fou construït conjuntament i que si bé, és de petites dimensions, el seu estil és força atraient.
La direcció va dur-se a terme per l'escultor Félix Ribas, veí de Tarragona, el projecte fou culminat essent alcalde dels Pallaresos Pau Alujes Fortuny.
La construcció del panteó familiar va esser autoritzada a canvi de permetre les misses publiques a la capella.